# Президентские выборы на Кипре (1988)
Президентские выборы на Кипре 1988 года проходили в два тура 14 и 21 февраля и стали первыми президентскими выборами, на которых потребовалось проведение второго тура. Во втором туре одержал победу беспартийный кандидат Георгиос Василиу, которого поддерживала Прогрессивная партия трудового народа Кипра. Он опередил Глафкоса Клиридиса (Демократическое объединение), лидировавшего после первого тура. Явка в обоих турах составила 94,3%.

## Результаты
| Кандидат                          | Партия                            | 1-й тур | 1-й тур | 2-й тур | 2-й тур |
| Кандидат                          | Партия                            | Голоса  | %       | Голоса  | %       |
| --------------------------------- | --------------------------------- | ------- | ------- | ------- | ------- |
| Георгиос Василиу                  | Беспартийный (при поддержке АКЭЛ) | 100 748 | 30,1    | 167 834 | 51,6    |
| Глафкос Клиридис                  | Демократическое объединение       | 111 504 | 33,3    | 157 228 | 48,4    |
| Спирос Киприану                   | Демократическая партия            | 91 335  | 27,3    |         |         |
| Вассос Лиссаридис                 | Движение за социал-демократию     | 30 865  | 9,2     |         |         |
| Трасос Георгиадис                 |                                   | 187     | 0,1     |         |         |
| Недействительные/пустые бюллетени | Недействительные/пустые бюллетени | 8 141   | –       | 17 928  | –       |
| Всего                             | Всего                             | 342 834 | 100     | 342 990 | 100     |
| Источник: Nohlen & Stöver         |                                   |         |         |         |         |